# Starrag Tornos Group
Die Starrag Tornos Group (Eigenschreibweise StarragTornos) mit Sitz in Rorschacherberg ist ein auf spanende Präzisions-Werkzeugmaschinen spezialisiertes, international tätiges Schweizer Industrieunternehmen. Die Unternehmensgruppe wurde am 7. Dezember 2023 nach der Fusion der Unternehmen Starrag Group und Tornos in das Handelsregister eingetragen. Die StarragTornos Group beschäftigte 2024 in der Division Starrag (ehemals Starrag Group) 1396 Mitarbeiter an neun Produktionsstandorten in der Schweiz, Deutschland, Frankreich, Grossbritannien und Indien und vertreibt ihre Produkte unter zehn Marken. Die Division Tornos beschäftigte 638 Mitarbeiter an mehreren Produktionsstandorten. Die StarragTornos Group AG ist an der Schweizer Börse SIX Swiss Exchange kotiert.

## Geschichte

### StarragTornos Group
Nach dem Beschluss beider Generalversammlungen im November 2023 fusionierten die Starrag Group AG und die Tornos AG Anfang Dezember zur StarragTornos Group AG.

### Vorgänger

#### Starrag Group

Logo der Starrag Group

Ehemaliges Logo (bis Januar 2011)

Ehemaliges Logo (bis Februar 2012) nach Integration der Dörries Scharmann Technologie GmbH (DST)

Der Vorgänger der Starrag wurde 1897 in Rorschach als Einzelfirma zur Fabrikation von Fädelmaschinen für die Textilindustrie gegründet. Ab 1901 wurde diese Mechanische Werkstatt nach ihrem Gründer Henri Levy benannt. Nachdem wegen des Ausbruchs des Ersten Weltkriegs 1914 in der Ostschweiz eine Textilkrise ausgebrochen war, begann die Werkstatt 1917 mit der Herstellung von Revolver- und Paralleldrehbänken. Ab 1920 baute das Unternehmen Fräsmaschinen und nannte sich ab 1921 Starrfräsmaschinen AG Henri Levy und ab 1925 Starrfräsmaschinen AG. Zu diesem Zeitpunkt hatte das Unternehmen über 300 Mitarbeiter und bezog ein neues Firmengebäude in der Seebleichestraße. Ab 1936 begann das Unternehmen mit der Produktion von Kopierfräsmaschinen, welche beim Turbinen-, Flugzeug- und Formenbau eingesetzt wurden. Zwischen 1936 und 1945 arbeitete das Unternehmen vorwiegend für die Wehrtechnik.
In den Nachkriegsjahren etablierte sich die Starrfräsmaschinen AG auf ihrem Gebiet mit der ersten 5-achsigen Fräsmaschine der Welt und beschäftigte Anfang der 1960er Jahre rund 1200 Mitarbeiter.
1998 ging das Unternehmen an die Börse. Im selben Jahr übernahm die Starrfräsmaschinen AG die Heckert Werkzeugmaschinen GmbH in Chemnitz und änderte ihren Firmennamen in Starrag. Im Jahr 2000 gab sich das Unternehmen unter dem Dach der StarragHeckert Holding AG eine Holdingstruktur. In dem Jahr 2006 folgte die Übernahme der Kontrollmehrheit an der englischen Toolroom Technology Limited sowie sämtlicher Aktivitäten des Unternehmens Société d'Instruments de Précision SA (SIP).
Im Januar 2011 übernahm die StarragHeckert Holding AG den Werkzeugmaschinenhersteller Dörries Scharmann Technologie, bestehend aus Dörries, Scharmann, Droop + Rein, Ecospeed und Berthiez von der insolventen A-Tec Industries. 2012 erfolgte die Umbenennung in Starrag Group. Im gleichen Jahr erwarb die Starrag Group den Schweizer Maschinenhersteller Bumotec SA, welcher vor allem Maschinen für die Uhrenindustrie herstellte. Im Jahr 2021 wurde die Produktion des Dörries-Scharmann-Werkes in Mönchengladbach geschlossen.

#### Tornos
Tornos wurde 1880 in Moutier von dem Mechaniker Nicolas Junker gegründet und stellte die ersten Maschinen zur Produktion von Kleinteilen für die Uhrenindustrie her. 1886 brachte das Unternehmen mit dem Namen Junker et Cie. in Serie gefertigte Drehmaschinen auf den Markt. Zudem entwickelte Junker die sog. Schweizer Drehbank weiter. Junkers Sohn Emile übernahm das in finanzielle Schwierigkeiten geratene Geschäft 1904. Im Jahr darauf meldete Emile Junker den Konkurs der Firma an.
1914 entstand das Unternehmen Tornos aus den Überbleibseln der Firma Junker et Cie. und spezialisierte sich auf die Herstellung automatischer Drehbänke. Tornos stand in Konkurrenz zu den Unternehmen von Joseph Pétermann und dem ehemaligen Junker-Lehrling André Bechler. Im Jahr 1971 erwarb Tornos das Pétermann-Werk, und in den folgenden Jahren auch das Unternehmen von Bechler, womit 1981 die Firma Tornos-Bechler SA entstand. Die Umfirmierung der Tornos-Bechler SA zur Tornos SA im Jahr 2001 führte dazu, dass die drei ehemaligen Konkurrenten Tornos, Pétermann und Bechler unter einem gemeinsamen Firmennamen vereint wurden. Die Firma wurde im selben Jahr an der Börse gelistet.
Im schweizerischen La Chaux-de-Fonds übernahm Tornos im Jahr 2008 den Maschinenhersteller Almac. Ferner eröffnete das Unternehmen im Jahr 2014 weitere Produktionsstätten in Xi’an in China und in Taichung in Taiwan. Ein Betrieb mit 40 Angestellten in Polen folgte im Jahr 2022.

#### Heckert
1885 wurde als Fahrradmanufaktur das Chemnitzer Velociped-Depôt Winklhofer & Jaenicke gegründet, aus dem später die Wanderer-Werke AG mit Sitz in Schönau entstand. Das Unternehmen wurde 1896 in eine Aktiengesellschaft mit dem Namen Wanderer Fahrradwerke umgewandelt. Diese begann 1899 mit der Serienproduktion von Fräsmaschinen. Ab 1902 stellte sie ausserdem Motorräder, ab 1903 Schreibmaschinen (Continental), ab 1912 Kleinkraftwagen und ab 1916 Rechenmaschinen her. 1914 musste Wanderer Fahrradwerke mit seinen über 3000 Mitarbeitern auf Kriegswirtschaft umstellen.
Das moderne, erst 1927 in Betrieb genommene, Wanderer-Werk im Chemnitzer Vorort Siegmar wurde 1932 von der Auto Union AG übernommen. 1932 war Wanderer-Werke mit einer Belegschaft von ca. 5000 Mitarbeitern die grösste Fräsmaschinen- und zugleich grösste Büromaschinenfabrik Europas. Nach 1940 wandelte sich die Auto Union AG in einen Rüstungskonzern um und die Wanderer-Werke produzierten Heeres-LKW, Torpedos, Maschinengewehre, Geschütze und Panzerfahrzeuge. 1944 wurde das bis dahin 9000 Mitarbeiter zählende Werk in Siegmar-Schönau (heute Chemnitz-Schönau) durch Luftangriffe nahezu vollständig zerstört. Nachdem die Wanderer-Werke von der sowjetischen Besatzungsmacht aufgrund eines Volksentscheides größtenteils enteignet wurden, konnte 1946 die Produktion von Fräsmaschinen wieder unter improvisierten Bedingungen aufgenommen werden. Anlässlich des 15. Todestages von Fritz Heckert, am 7. April 1951, wurde der VEB Wanderer-Fräsmaschinenbau Siegmar-Schönau in VEB Fritz-Heckert-Werk umbenannt.
1968 wurde das VEB Werkzeugmaschinenkombinat „Fritz Heckert“ mit Sitz im Stadtteil Siegmar gegründet. Unter den 21 darin zusammengefassten Werkzeugmaschinenfabriken bildeten die ehemaligen Wanderer-Werke den Stammbetrieb. Dieser wuchs bis 1989 auf 4300 Mitarbeiter und war somit die grösste Werkzeugmaschinenfabrik im ehemaligen Ostblock. Die Heckert-Maschinen wurden unter der Marke WMW in die ganze Welt verkauft. 1971 wurde in Karl-Marx-Stadt das erste Flexible Fertigungssystem der Welt in Betrieb genommen.
Ende 1992 wurde unter der Federführung der Treuhandanstalt Berlin die Gründung der Heckert Chemnitzer Werkzeugmaschinen GmbH vollzogen, welche 1993 von der Traub AG übernommen wurde. Nach dem Konkurs dieser Muttergesellschaft ging das Unternehmen im Oktober 1996 in Gesamtvollstreckung und wurde 1997 als Heckert Werkzeugmaschinen GmbH neugegründet. Ein Jahr später übernahm die Starrfräsmaschinen AG das Unternehmen.

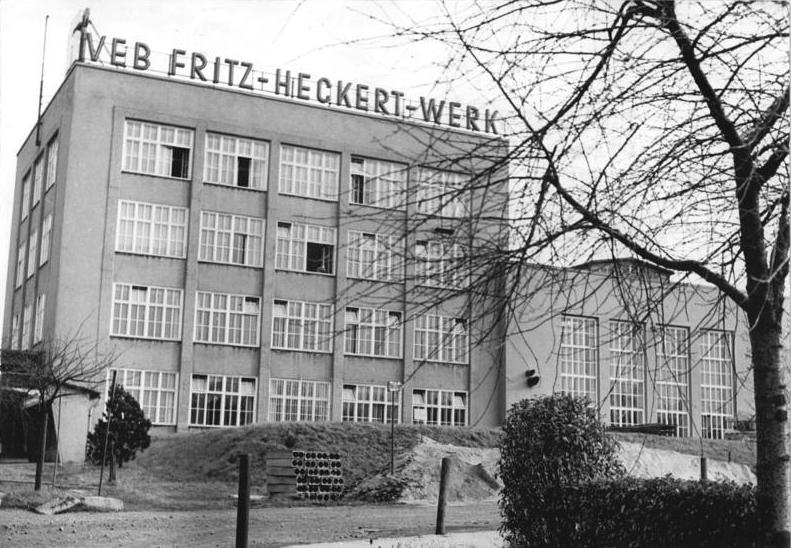
Das VEB „Fritz-Heckert“ Werk in Karl-Marx-Stadt
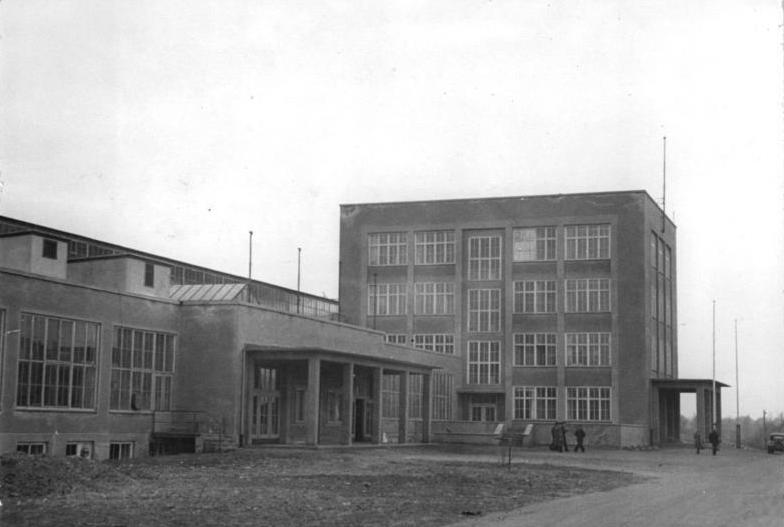
Das Werk aus einer anderen Perspektive
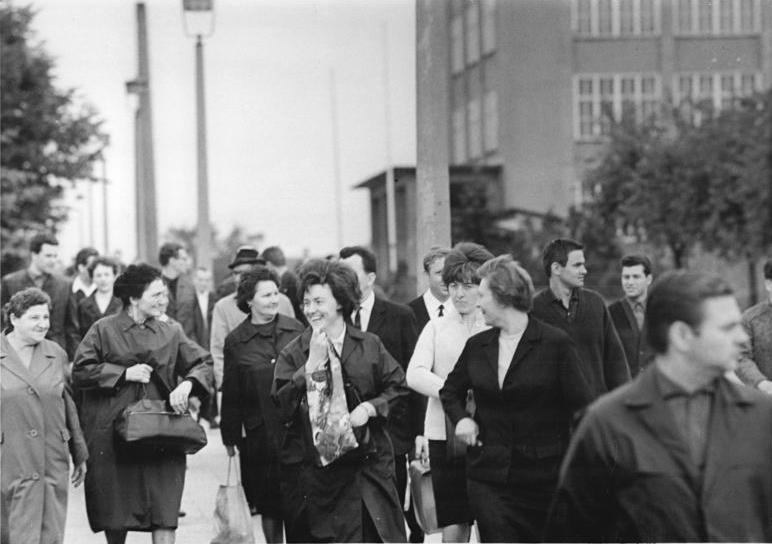
Schichtwechsel (1968)
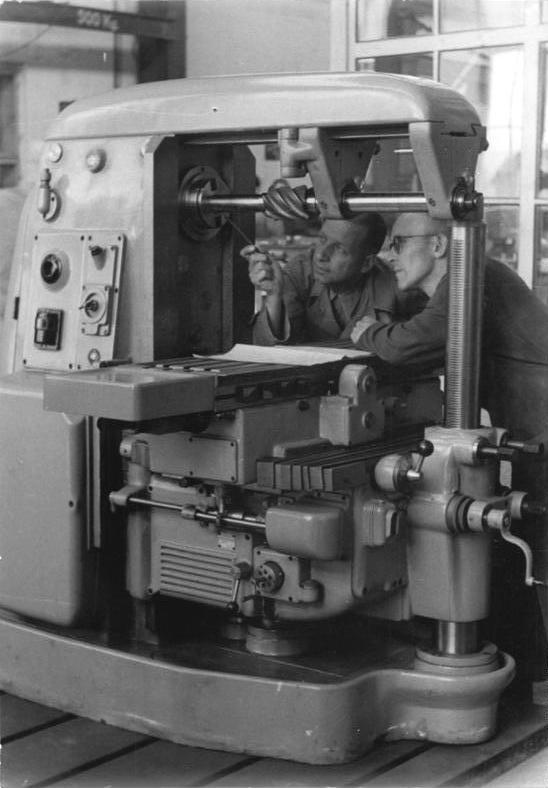
Ingenieure bei der Inspektion einer Maschine (1952)
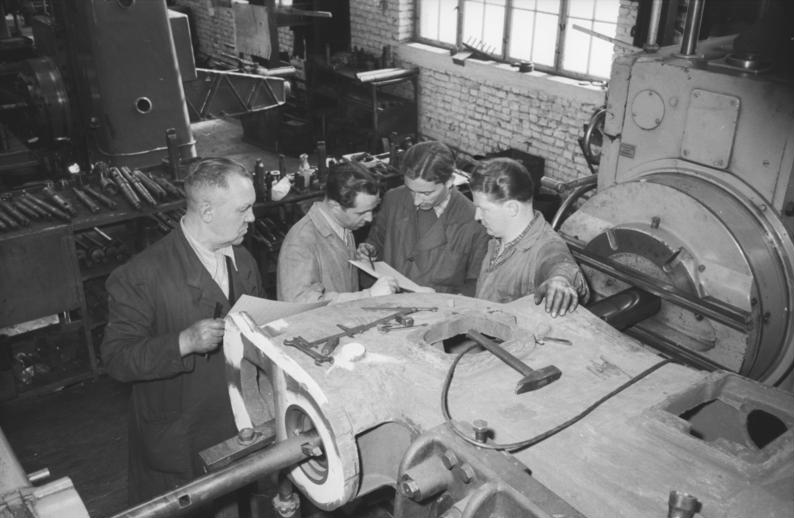
Arbeiter beim Erstellen von Normkarten (1953)
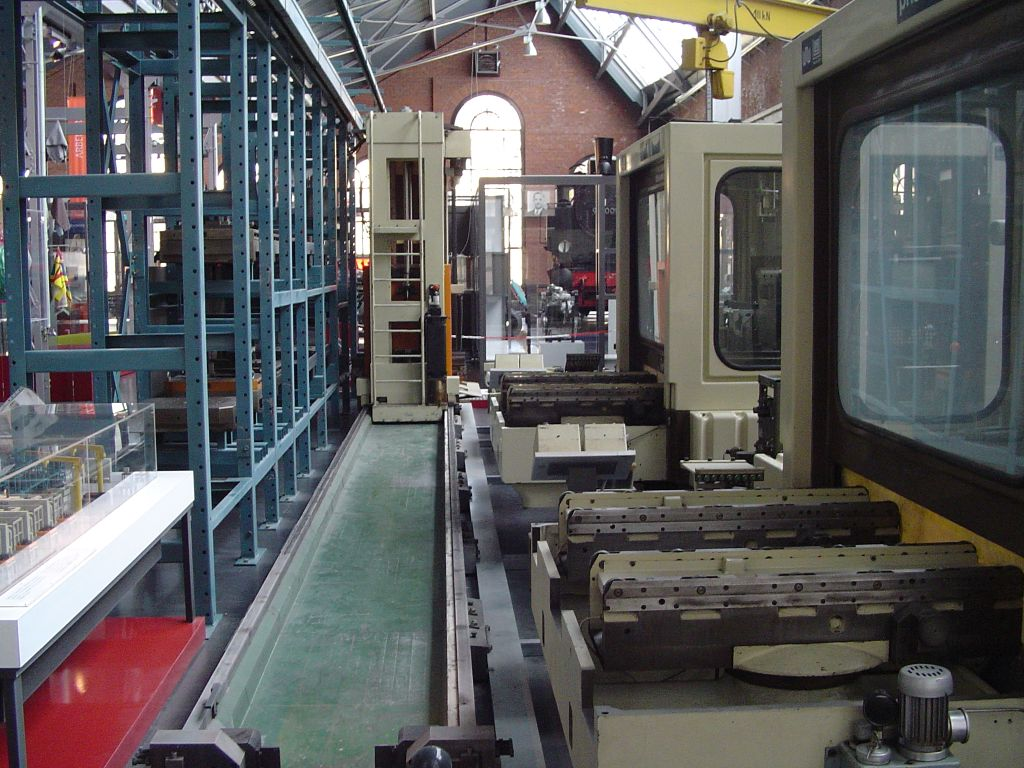
Flexibles Fertigungssystem (1989)
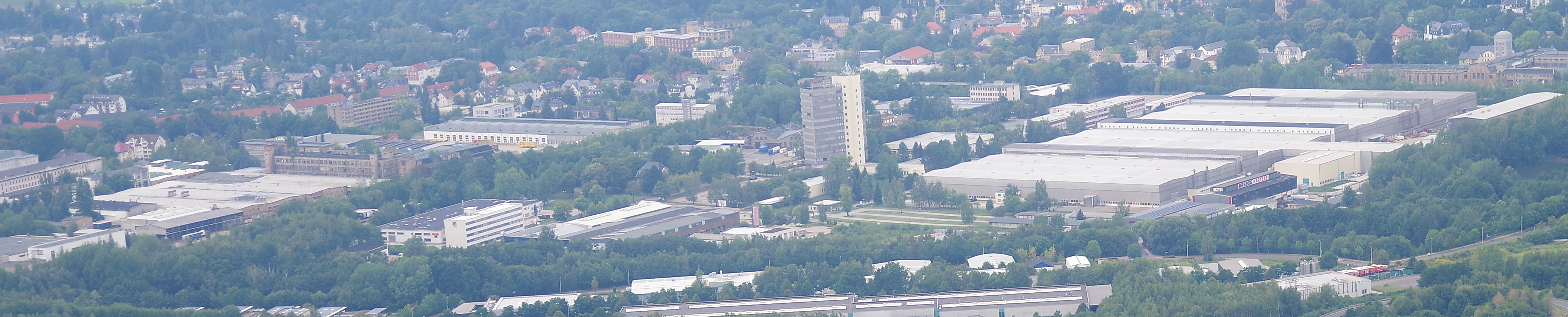
Heckert-Werk in Chemnitz, links das Altwerk (ab 1944), rechts das neue Werk (ab 1970)

#### Société genevoise d’instruments de physique (SIP)

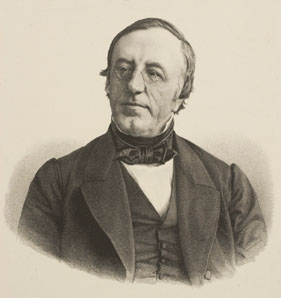
Auguste Arthur de la Rive

Das Unternehmen wurde von den beiden Genfer Gelehrten Auguste de la Rive und Marc Thury im Jahre 1862 als Société pour la construction d'instruments de physique zur Herstellung wissenschaftlicher Instrumente gegründet. Unter Leitung von Théodore Turrettini fand eine Umbenennung in Société genevoise d'instruments de physique statt. Ab 1870 befasste sich die Firma unter anderem mit neuen Formen der Energienutzung und fertigte Präzisionslineale. 1889 erhielt sie eine von 12 Platin-Iridium-Kopien des Urmeters in Paris.
1921 wurde mit dem Lehrenbohrwerk Machine à pointer die erste Werkzeugmaschine hergestellt, welche in Serienproduktion ging. Diese Maschine erlaubte erstmals Genauigkeiten im μm-Bereich und machte das Unternehmen zu einem der angesehensten Maschinenbauer der Welt. Das Unternehmen eröffnete 1951 Tochtergesellschaften in den USA und in Großbritannien. 1969 wurden ca. 1600 Mitarbeiter beschäftigt.
Ab 1970 gelang es SIP zusehends schlechter, sich an die wirtschaftlichen Veränderungen der Branche anzupassen. Nach einem Standortwechsel 1990 von Plainpalais nach Satigny zählte das Unternehmen 2006 nur noch rund vierzig Mitarbeiter. Im gleichen Jahr erfolgte der Aufkauf durch StarragHeckert.

#### Dörries Scharmann
Im Jahre 1884 wurde Dörries in Vussem und 1885 Scharmann in Rheydt gegründet. Die zunächst unabhängigen Unternehmen wurden in den folgenden über 100 Jahren für ihre Werkzeugmaschinen weltbekannt. 1988 fusionierten beide Unternehmen unter dem Dach der Voith-Gruppe und agierten unter dem Namen Dörries Scharmann AG. Die Bremer Vulkan kaufte das Unternehmen im Jahr 1992 auf. Ein Jahr später fusionierte die Dörries Scharmann AG mit der Schiess AG. Nach vier Jahren unter der Bremer Vulkan und deren Konkurs wurde die neue Dörries Scharmann AG mit Droop & Rein und dem französischen Werkzeugmaschinenhersteller Berthiez im Rahmen eines Management-Buy-outs als neue Dörries Scharmann GmbH, bzw. ein Jahr später als DS Technologie weitergeführt. 2004 wurde die Firma in Dörries Scharmann Technologie GmbH umbenannt. 2007 kaufte die Industrieholding A-Tec Industries das Unternehmen von der Deutschen Beteiligungs AG. Im Zuge der Insolvenz der A-Tec Industries wurde die Dörries Scharmann Gruppe 2011 von StarragHeckert übernommen.

#### Droop + Rein

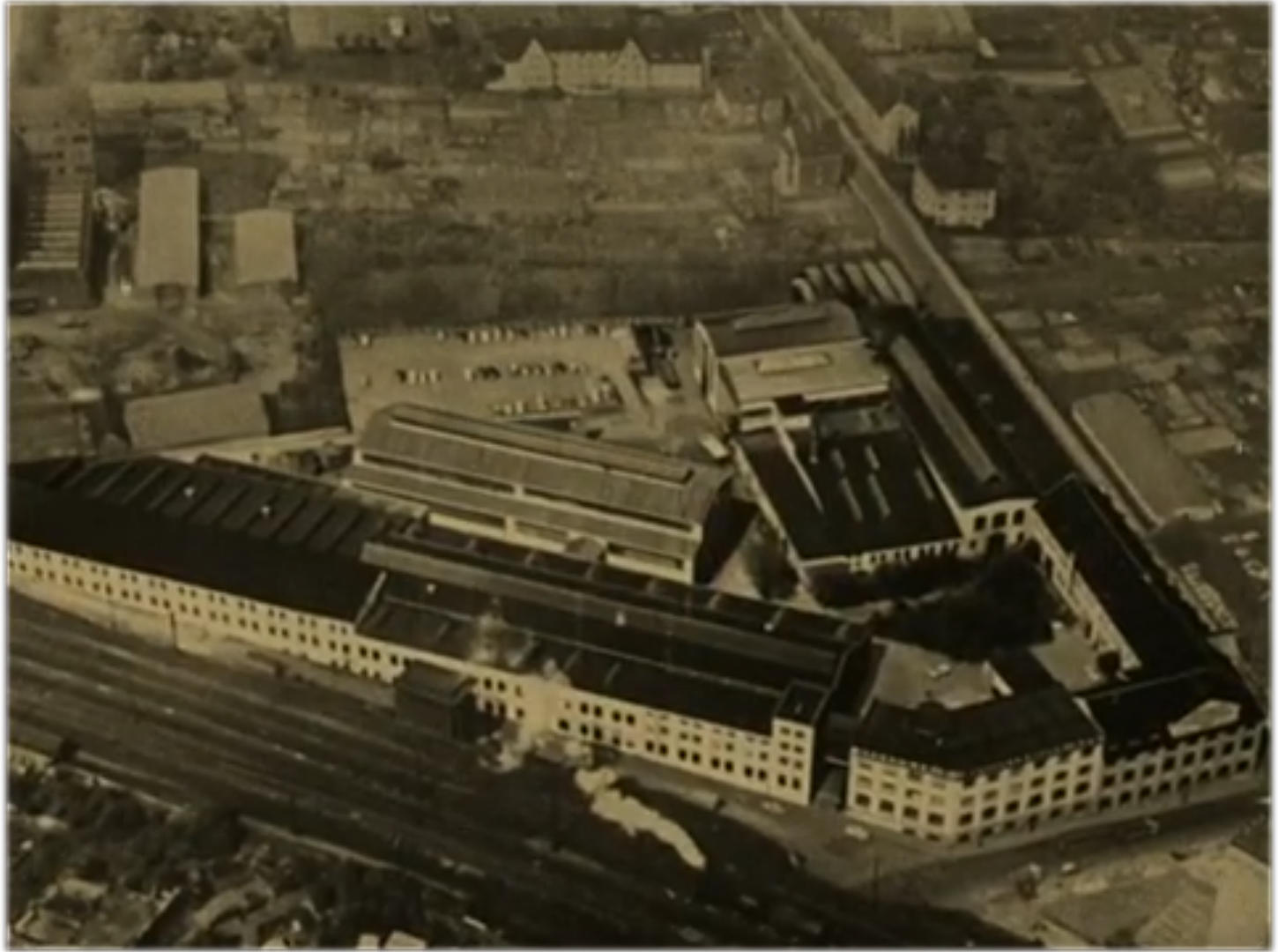
Luftbild aus dem Jahre 1963 von Droop & Rein in Bielefeld

Das Unternehmen Droop & Rein Werkzeugmaschinenfabrik wurde 1890 in Bielefeld von Theodor Droop und dem Chemnitzer Ingenieur Ernst Rein zur Herstellung von Sondermaschinen und schweren Werkzeugmaschinen gegründet. 1892 wurde das Werk um eine Gießerei erweitert und hiess von da an Droop & Rein Werkzeugmaschinenfabrik und Eisengießerei. 1896 kam eine Grossmontagehalle hinzu. 1910 wurde Ernst Rein zum alleinigen Firmeninhaber. Im Dritten Reich wehrte er sich gegen einen Aufmarsch der NSDAP in seinem Werk und bekam daher zeitweilig Betriebsverbot, es wurde auf Rüstungsproduktion umgestellt. Nach dem Zweiten Weltkrieg wurde das zerstörte Werk unter britischer Genehmigung wieder aufgebaut.
1993 wurde das Unternehmen als Droop + Rein gemeinsam mit Dörries Scharmann und der Schiess AG von der Vulkan Gruppe unter dem gemeinsamen Namen Dörries Scharmann AG übernommen. Nach der Insolvenz der Bremer Vulkan ging das Unternehmen im Jahr 1998 gemeinsam mit der Dörries Scharmann AG auf die Deutsche Beteiligungs AG über. 2011 ging mit der Übernahme der Dörries Scharmann AG auch Droop + Rein auf StarragHeckert über.

#### Berthiez
Das Unternehmen Berthiez wurde 1916 von Charles Berthiez in Paris als Werkzeugmaschinenhersteller gegründet. Ab 1943 wurden Teile der Fives-Lille Produktionsstätten in Givors gepachtet, um den steigenden Bedarf an Produktionskapazität zu decken.
In den 1960er Jahren geriet das Unternehmen in eine Krise und musste massiv Personal abbauen. 1968 fusionierte es mit der Compagnie Normande de Mécanique de Précision (CNMP) einer 100%igen Tochtergesellschaft der Société Nationale d'Etude et de Construction de Moteurs d'Aviation (SNECMA). 1983 wurde das auf Vertikal-Dreh- und -Schleifmaschinen spezialisierte Unternehmen an Machines Françaises Lourdes (M.F.L.) verkauft und unter dem Namen Berthiez-Saint-Étienne vollständig nach Saint-Etienne verlagert.
1996 übernahm die Dörries Scharmann GmbH das Unternehmen.

## Unternehmensstruktur
Die StarragTornos Group AG wurde am 7. Dezember 2023 in das Handelsregister eingetragen. Ihr Aktienkapital beträgt 46,5 Millionen Schweizer Franken, der Umsatz betrug im Geschäftsjahr 2024 rund 494 Millionen Schweizer Franken, bei einem Betriebsergebnis (EBIT) von 15,4 Millionen und einem Reinergebnis von 11,85 Millionen Schweizer Franken. Zu dieser Zeit beschäftigte das Unternehmen 2034 Mitarbeiter.
Sitz des Unternehmens ist Rorschacherberg. Die Unternehmensführung obliegt Martin Buyle, Markus Jäger und Jens Thing. Jäger ist für das Finanzwesen des Unternehmens verantwortlich. Buyle ist für die Division Starrag verantwortlich, die den Bereich High Performance Machining abdeckt. Thing leitet die Division Tornos, die CNC-Langdrehautomaten, Mehrspindelmaschinen und Bearbeitungszentren für komplexe Präzisionsteile umfasst.

### Aktionäre (Stand 2024)
| Aktionäre                        | Anteile |
| -------------------------------- | ------- |
| Walter Fust                      | 53,87 % |
| Streubesitz                      | 28,86 % |
| Eduard Stürm AG                  | 9,26 %  |
| Max Rössler / Parmino Holding AG | 8,01 %  |

## Tätigkeitsgebiet
Die StarragTornos Group entwickelt und vertreibt Präzisionsmaschinen zum Fräsen, Drehen, Bohren, Schleifen und zur Bearbeitung von Werkstücken aus Metall, Verbundwerkstoffen sowie Keramik. Insbesondere fertigt das Unternehmen Präzisionsfräsmaschinen mit 4 bis 5 NC-Achsen für kleine bis grosse Werkstücke, Vertikal-Drehmaschinen für Grossbauteile, Dreh- und Schleifmaschinen, dazugehörige Softwarepakete, Spezialwerkzeuge und bietet Leistungen in den Bereichen Engineering- und Prozessoptimierung an. Diese finden Anwendung in der Luft- und Raumfahrt, in der Energieerzeugung, im Transportwesen sowie im Präzisionsmaschinenbau.
Die Produkte werden unter folgenden Marken vertrieben:
| Marke        | Maschinen/ Produkte                                                                        |
| ------------ | ------------------------------------------------------------------------------------------ |
| Starrag      | 5-Achsige Horizontal-Fräsbearbeitungszentren                                               |
| Heckert      | 4- und 5-Achsige Horizontal-Fräsbearbeitungszentren                                        |
| Dörries      | Vertikal-Drehmaschinen                                                                     |
| Scharmann    | Horizontal-Fräsbearbeitungszentren, Bohr- und Fräswerke                                    |
| Ecospeed     | Simultane 5-Achs-Bearbeitungszentren                                                       |
| SIP          | 3- bis 5-Achsige Ultrapräzisions-Fräsbearbeitungszentren und -Lehrenbohrwerke              |
| Droop + Rein | Grossbearbeitungszentren in Portalbauweise                                                 |
| Berthiez     | Dreh- und Schleifmaschinen                                                                 |
| WMW          | 4-Achsige Horizontal-Fräsbearbeitungszentren                                               |
| TTL          | Softwarelösungen für die Fräsbearbeitung                                                   |
| Bumotec      | Fräs- und Drehmaschinen für sehr kleine Bauteile der Uhren-, Schmuck- und Medizinaltechnik |

Die Gruppe verfügt über Produktionsstandorte in Rorschacherberg/Schweiz (Starrag), Chemnitz/Deutschland (Heckert), Genf/Schweiz (SIP), Mönchengladbach/Deutschland (Dörries, Scharmann, EcoSpeed), Bielefeld/Deutschland (Droop + Rein), St. Etienne/Frankreich (Berthiez), Haddenham/UK (TTL), Ichtershausen/Deutschland (Dörries Scharmann), Bengaluru/Indien (WMW) und Sâles/Schweiz (Bumotec) sowie über Vertriebs- und Servicestützpunkte in China (Shanghai und Peking), USA (Cincinnati, Dallas und Seattle), Italien, Frankreich, Grossbritannien, Indien, Russland, und der Türkei.